# Марія I (штатгальтер Нідерландів)
Марія Габсбург або Марія Австрійська (15 вересня 1505, Брюссель — 18 жовтня 1558, Сігалес) — принцеса Бургундії, Австрії, Кастилії, Леону, Галісії, Гранди, Арагону, Каталонії, Валенсії, Майорки, Неаполя, Сицилії, Священної Римської імперії; після весілля, королева-консорт Угорщини, Чехії, Хорватії і Богемії.

## Життєпис
Народилася 15 вересня 1505 року в палаці Коденберг у Брюсселі, Нідерланди. Вона — п'ята з шести дітей герцога Бургундії Філіпа IV і його дружини, королеви Кастилії Хуани І.
Була правлячою королевою-консорт Угорщини, Чехії і Богемії з 1522 по 1526, потім штатгальтером Нідерландів з 1530 по 1555.
Марія провела дитинство в Нідерландах, під опікою своєї тітки по батьковій лінії, штатгальтера Нідерландів Маргарити І. З дитинства була призначена в дружини, королю Угорщини, Чехії і Богемії Людовику, але їх шлюб тривав не більше чотирьох років через смерть останнього в 1526 році на полі битви проти Турків. Марія стала вдовою у віці 20-ти років, оскільки в цьому шлюбі не було дітей, корону Угорщини, Чехії і Богемії успадкувала старша сестра Людовика, Анна, яка до того ж була дружиною її брата Фердинанда. Після смерті чоловіка Марія залишилася в Угорщині як регент. Марія відмовилась вступити в шлюб з французьким королем Франциском І. У 1530 році, після смерті тітки, її брат Карл обрав Марію новим штатгальтером Нідерландів, на цій посаді вона залишалась протягом майже 25-ти років.
Померла 18 жовтня 1558 в місті Сігалес, Кастилія.